# Qandar Qālū
Qandar Qālū (persiska: قندر قالو, قَندِرقالو, قَندَرقالی) är en ort i Iran.   Den ligger i provinsen Zanjan, i den nordvästra delen av landet, 300 km nordväst om huvudstaden Teheran. Qandar Qālū ligger 1 927 meter över havet och antalet invånare är 258.
Terrängen runt Qandar Qālū är huvudsakligen kuperad, men åt sydost är den bergig.Runt Qandar Qālū är det ganska glesbefolkat, med 47 invånare per kvadratkilometer. Närmaste större samhälle är Nemahīl, 16,4 km nordost om Qandar Qālū. Trakten runt Qandar Qālū består i huvudsak av gräsmarker.